# 东风街道 (蚌埠市)
东风街道，是中华人民共和国安徽省蚌埠市龙子湖区下辖的一个乡镇级行政单位。

## 行政区划
东风街道下辖以下地区：
东风社区、勤俭里社区和国富街社区。